# Un homme (roman)
Pour les articles homonymes, voir Un homme.
Un homme (titre original en anglais : Everyman) est un roman américain de Philip Roth, paru le 9 mai 2006 aux éditions Houghton Mifflin Harcourt, traduit en français et publié en France le 8 novembre 2007. Il s'agit du premier tome du cycle Némésis, récompensé par le PEN/Faulkner Award en 2007.

## Analyse
Un homme (article)